# 石塚英藏
石塚英藏（日语：／ Ishizuka Eizō，1866年10月31日—1942年7月28日），大日本帝國官僚、政治家，福島縣出身，曾任台灣日治時期第13任總督。1890年，畢業於東京帝國大學政治科，初任法制局參事官兼書記官。1898年3月，以總督府參事官身份隨總督兒玉源太郎抵台入總督府。1905年，因專任關東州民政署民政長官卸任，為台灣日治時期唯一的參事官長職，被視為總督兒玉源太郎為牽制民政長官後藤新平而刻意安排，兒玉曾公開說：「後藤管民政、石塚管法制、我管軍政。」可見其受兒玉重用之程度。
關東州民政署民政長官去職後，歷任朝鮮統督府參與官、朝鮮總督府取調局長官、農商工部長官等，1916年去職後轉任東洋拓殖會社總裁，同年被敕選為貴族院議員。在政界中被視為「非政友會系」，1927年總選舉時擔任選舉監視委員，1929年7月，被濱口雄幸內閣任命為台灣總督。

## 紀錄
石塚英藏是首位徒步登上大日本帝國第一高峰新高山（即現今台灣之玉山）峰頂的台灣總督。
1930年獻「神恩浩蕩」匾額送與北港朝天宮。

## 任內大事
- 嘉南大圳通水啟用
- 鄉土文學論戰開始
- 1930年8月17日，林獻堂組織台灣地方自治聯盟
- 1930年10月27日，發生震驚日本的霧社事件，動員台中、台南、台北和花蓮等駐屯兵力800餘人，歷經50餘天。為了停止此一事件，總督府以違反日內瓦公約的殘酷血腥手段鎮壓，例如釋放含毒瓦斯等。後也因霧社事件之責任追究問題，引致日本國會各黨撻伐，遭內閣於1931年1月令其與總務長官人見次郎一同引咎辭職，形式上為依願免官[2]。
- 1934年起改任樞密顧問官。

## 榮譽
位階
- 1891年（明治24年）11月28日 - 從七位[3]
- 1892年（明治25年）12月12日 - 正七位[3]
- 1895年（明治28年）11月26日 - 從六位[3]
- 1897年（明治30年）10月30日 - 正六位[3]
- 1898年（明治31年）5月30日 - 正五位[3][4]
- 1903年（明治36年）7月10日 - 從四位[3][5]
- 1907年（明治40年）5月31日 - 正四位[3][6]
- 1912年（大正元年）10月30日 - 從三位[3]
- 1930年（昭和5年）9月1日 - 正三位[3]
- 1938年（昭和13年）12月1日 - 從二位[3][7]

## 親族
- 女婿 石井康（外交官）